# Phacelurus
Phacelurus é um género botânico pertencente à família Poaceae.